# Generalguvernör
Generalguvernör är titeln för den högste ämbetsmannen inom ett förvaltningsområde, ofta kallat generalguvernement.
Områden som styrts av generalguvernörer har ofta varit kolonier, erövrade områden eller sådana administrativa enheter som är av mer tillfällig art. Ofta har generalguvernören utövat både civil och militär myndighet, vilket även har gällt svenska generalguvernörer (vilken var skillnaden mot en landshövding som enbart var chef för den civila förvaltningen). 
En generalguvernör kan också vara en statschefs personlige företrädare (vicekung) i ett stat som är i personalunion med en annan stat, ifall statschefen är bosatt i det andra landet: vilket är fallet med de 15 Samväldesrikena som erkänner den brittiska monarken som sin egen statschef.

## I olika länder

### Finland
Finland har haft både svenska (tillfälligtvis, se ovan) och under tiden som ryskt [storfurstendöme] en rysk generalguvernör, som kejsarens högste företrädare (permanent 1809-1917), de senare från Finska kriget 1808 och framåt - se Generalguvernör över Finland.

### Japan
Under Koreas tid som japansk koloni (1911–1945) satt den japanske generalguvernören i Keijō (Seoul), där han förvaltade Generalguvernementet Korea. Även Taiwan under japanskt styre var ett generalguvernement med en japansk generalguvernör i Taihoku (Taipei).

### Nederländerna
Nederländerna och dess ostindiska kompani installerade generalguvernörer i Batavia.

### Samväldet/Brittiska imperiet
Inom de suveräna stater som ingår i samväldet (Commonweath of Nations) och där den brittiska monarken även är dessa staters statschef, så kallade samväldesriken, finns det en personlig representant för statschefen. Titeln är generalguvernör (på engelska governor-general eller governor general, den exakta stavningen skiljer sig mellan länderna). 
| - Australiens generalguvernör - Jamaicas generalguvernör - Kanadas generalguvernör - Nya Zeelands generalguvernör - Papua Nya Guineas generalguvernör | - Barbados generalguvernör - Indiens generalguvernör - Pakistans generalguvernör - Sydafrikas generalguvernör |

### Sverige
Den förste svenske generalguvernören var Klas Fleming över Finland från 1594. Sedan dess har Sverige haft generalguvernörer i många av sina provinser, främst under Stormaktstiden, till exempel Finland, Pommern och de baltiska provinserna, tidvis i relativt små områden. Utöver dessa har det kortare perioder i orostider funnits generalguvernörer även inom landet, till exempel de västra landskapen.
En generalguvernör styrde i egentliga Sverige (inklusive Finland) över flera län. Enligt 1634 års regeringsform måste en generalguvernör också vara riksråd (1682–1719 kungligt råd). 1654 och 1669 indrogs de inrikes guvernementen. Generalguvernörer och guvernörer i egentliga Sverige (inklusive Finland) avskaffades i Regeringsformen 1719, men återinfördes tillfälligt i Skåne 1801–1809.
Se vidare Svenska generalguvernörer

### Tyskland
Inom det ockuperade Polen 1939–1945 upprättade Tyskland ett generalguvernement, som ofta bara kallades just Generalguvernementet.